# Nancy Jazz Pulsations
Nancy Jazz Pulsations ist ein Musikfestival für Jazz und Artverwandtes wie Funk, Elektronische Musik und Weltmusik im französischen Nancy. Das zehntägige Festival wird Anfang Oktober in verschiedenen Sälen und Konzerthallen der Stadt ausgetragen und gilt als das bedeutendste in der Region Lothringen.
Das Festival wurde 1973 von einer Gruppe von musikinteressierten Bürgern Nancys gegründet. Bisher sind aufgetreten: Dizzy Gillespie, Oscar Peterson, Sun Ra, Keith Jarrett, Miles Davis, Ray Charles, Norah Jones, Maceo Parker, Frank Wright (Last Polka In Nancy? 1973) und viele weitere Künstler. Pro Jahr werden etwa 50.000 bis 100.000 Tickets verkauft. Der Mitbegründer des Festivals, Roland Grûnberg, starb im März 2021 im Alter von 88 Jahren.